# Каратасос, Анастасиос
Анаста́сиос Карата́сос (греч. Αναστάσιος Καρατάσος; 1766—1830) — герой греческих освободительных войн. Отец Цамиса Каратасоса.

## Биография
Анастасиос Каратассос родился в селе Доврос в номе Иматия провинции Македония, Греция. Село расположено всего в нескольких километрах от города Верия, но на склонах горы Вермион.
Каратассос был клефтом в Иматии и на горе Олимп. В 1804 году вместе с другими греческими клефтами Никоцарас и Олимпиос, Георгакис попытался пробиться к восставшим сербам. С началом Греческой революции 1821 г., был одним из руководителей восстания греческого населения в городе Науса (Иматия), 22 февраля 1822 г. 12 марта греческие повстанцы Наусы одержали победу у монастыря Домбра, где Каратассос был одним из командиров. С 16 марта по 6 апреля город героически оборонялся от осадивших его турок, но 6 апреля пал. В последовавшей резне сын его был убит, а жена и трое детей попали в руки врагов. Каратассос же с двумя сыновьями пробился на юг.
Греческая революция потерпела поражение в северных провинциях Греции: Македонии Эпир и Северной Фессалии, и Каратассос ушёл со своими бойцами в ном Магнисия, Фессалия. Здесь он одержал победу у Триккери 14 мая 1823 года, но 12 августа того же года заключил с турками сепаратный мир. Обманутый турками и пристыженный Каратассос выбрался со своим отрядом на остров Скиатос. Далее Каратассос с отрядом перебрался на полуостров Пелопоннес, где 15 марта 1825 года одержал победу недалеко от города Пилос (Наварин). 6 апреля он и его бойцы сражались героически в проигранном повстанцами сражении при Креммиди.
В ноябре 1827 г. Каратассос участвовал в попытке греческих сил отвоевать Триккери, но эта попытка осталась безуспешной. По окончании освободительной войны, Македония осталась вне пределов возрожденного греческого государства, и Каратассос остался в пределах Греческого королевства, не оставляя своих надежд на энозис Македонии с Грецией. Умер Анастасиос Каратассос 22 января 1830 года в городе Нафпактос, Средняя Греция. Его дело продолжил его сын, Цамис Каратассос.

## Память
Его родная Верия была освобождена греческой армией только в 1912 году в ходе Первой Балканской войны. Имя Каратассоса упоминается в первой десятке героев Греческой революции в Македонии. Памятник Каратассосу установлен на центральной площади города Верия.